# Melissa Stockwell
Melissa Stockwell (Gran Haven, 31 de enero de 1980) es una atleta dos veces paralímpica estadounidense y ex oficial del Ejército de EE. UU. Ha competido representando a su país en los Juegos Paralímpicos de Verano 2008 en Pekín en tres eventos de natación paralímpica, volvió a competir en los Juegos Paralímpicos de 2016 celebrados en Río de Janeiro, donde ganó una medalla de bronce en el evento inaugural de Paratriatlón el 11 de septiembre de 2016.

## Carrera militar
Se unió al Cuerpo de Capacitación de Oficiales de la Reserva (ROTC, por su nombre en inglés "Reserve Officers' Training Corps") en la Universidad de Colorado en su segundo año y estaba en el último año de la universidad cuando ocurrió el ataque del 11 de septiembre de 2001 a las Torres Gemelas de Nueva York. Recibió el curso básico de oficial de transporte en Virginia antes de ser asignada a la 1.ª División de Caballería en Fort Hood, Texas. Fue desplegada en marzo de 2004 en Irak.
Como primer teniente, fue la primera mujer soldado en perder una extremidad en la Guerra de Irak . Perdió la pierna izquierda cuando explotó una bomba en el camino cuando conducía un convoy en Bagdad. Por su servicio en Irak fue galardonada con la Estrella de Bronce y el Corazón Púrpura. Después de su retiro del ejército, trabajó como protesista y sirvió en la junta directiva del Proyecto de Guerrero Herido de 2005 a 2014.

## Carrera deportiva

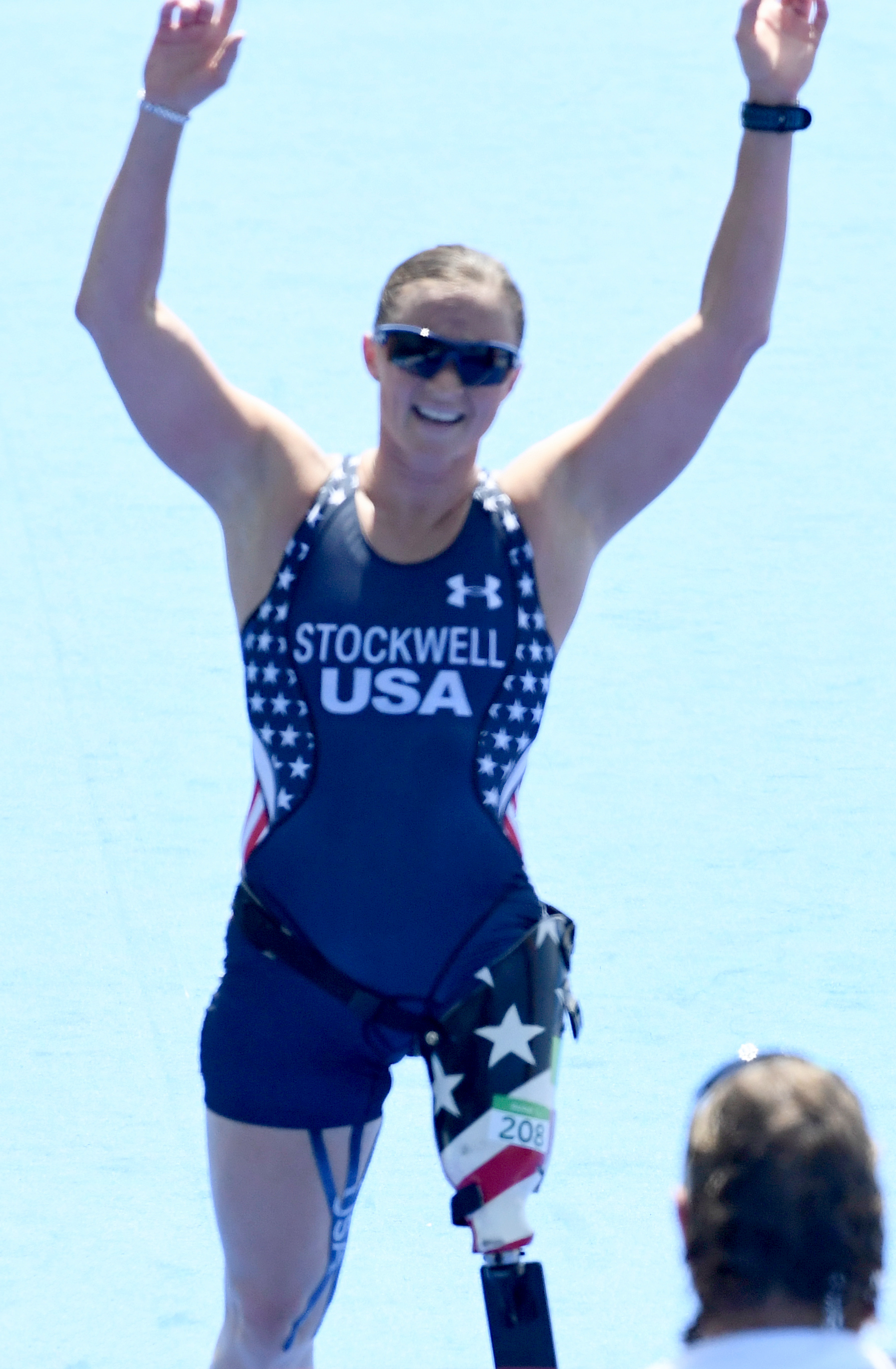
Melissa Stockwell en los Juegos Paralímpicos de 2016

Posteriormente se convirtió en la primera veterana de la Guerra de Irak elegida para los Juegos Paralímpicos. Compitió en tres eventos de natación, los 100   m mariposa, 100   m estilo libre y 400   m estilo libre, en los Juegos Paralímpicos de Verano 2008, y terminó sexta, quinta y cuarta en sus series, respectivamente.  Fue la portadora de la bandera del equipo estadounidense en las ceremonias de clausura.
En cuanto al triatlón después de los Juegos Paralímpicos de Pekín, Stockwell fue seleccionada para representar a los Estados Unidos en el Campeonato Mundial de Paratriatlón ITU 2010 en Budapest. Ganó la prueba femenina de la clase TRI-2 (amputadas por encima de la rodilla), luego defendió con éxito su título de Campeona del Mundo TRI-2 en 2011 y 2012. Es una Campeona Nacional de Paratriatlón de EE. UU. en su clasificación, y fue nombrada Paratriatlista del Año de USAT en 2010 y 2011. En enero de 2013 Stockwell estuvo encabezando las clasificaciones de la UIT en la clase femenina TRI-2. Ganó una medalla de bronce en la categoría PT2 en los Juegos Paralímpicos de 2016.
Stockwell es entrenadora de triatlón USAT de nivel 1 y cofundadora de Dare2Tri, un club de triatlón con sede en Chicago específicamente para atletas con discapacidad.

## Filmografía
- Warrior Champions: From Baghdad to Beijing, una película documental de los directores Brent Renaud y Craig Renaud.[15]